# Elías Díaz (beisbolista)
Elías David Díaz Soto (Maracaibo, 17 de noviembre de 1990) es un beisbolista colombo-venezolano  que juega para los Colorado Rockies en las Grandes Ligas de Béisbol y para los Bravos de Margarita en la Liga Venezolana de Béisbol Profesional.

## Carrera deportiva
Elías Díaz hace debut en las Grandes Ligas de Béisbol, el 12 de septiembre de 2015, con los Pittsburgh Pirates, convirtiéndose en el Venezolano Nº 342 en las Grandes Ligas de Béisbol.

## Incidente familiar
El 8 de febrero de 2018 fue secuestrada Ana Isabel Soto, de 72 años, madre del beisbolista. El hecho ocurrió en el municipio San Francisco (Zulia) donde residía la familia, el pelotero se encontraba comprando pescado en los alrededores, en el momento que una camioneta con cuatro hombres a bordo raptó a su progenitora cuando se encontraba conversando con vecinos. Posteriormente el gobernador de la entidad Omar Prieto, activó un operativo para su búsqueda. Siendo rescatada el 11 de ese mismo mes al oeste de la ciudad de Maracaibo y resultando detenidos 5 oficiales del Cuerpo de Policía del Estado Zulia por su vinculación con el delito.